# 郭有明
郭有明（1956年12月—），男性，湖北随州人。中华人民共和国政治人物，1982年1月参加工作，1985年8月加入中国共产党（已被开除），武汉水利电力学院（现并入武汉大学）农田水利专业毕业，大学学历，工程学学士学位，高级工程师。

## 生平
郭氏历任湖北省水利厅处长、副厅长；中共宜昌市委副书记、代市长、市长、市委书记、市人大常委会主任等职。2011年8月任湖北省人民政府副省长。2013年11月，因涉嫌严重违纪违法被调查。
2015年6月30日，郭有明受贿案在南阳市中级人民法院公开审理，2015年12月9日，南阳市中级人民法院以受贿罪判处其有期徒刑15年，当时，他被检方指控收受了人民币2380余万元的贿赂。